# Odryna

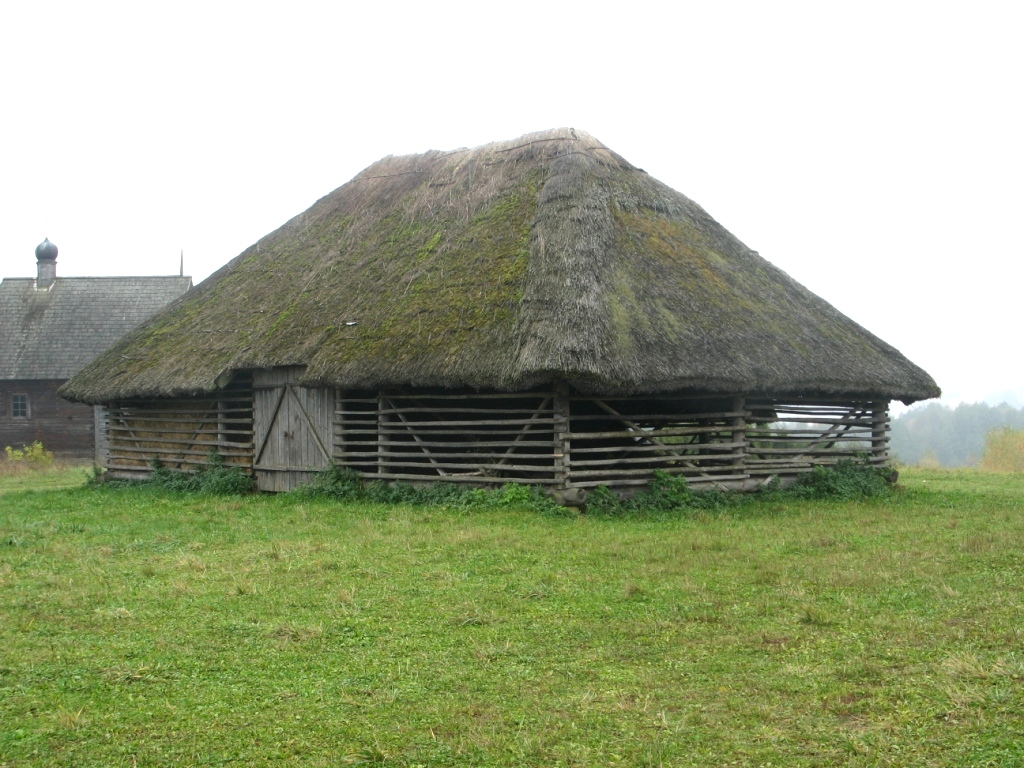
Odryna w Leonowiczech (rejon postawski)

Odryna, adryna, adrynia, odrynia (białorus. адрына) – budynek gospodarczy, przeważnie drewniany, służący do przechowywania w zimie siana, słomy lub narzędzi gospodarczych (sań, wozów). Według funkcjonalności w gospodarstwie zajmowała pośrednie miejsce pomiędzy chlewem a gumnem. W niektórych folwarkach w odrynie młócono zboże. Odryna stawiana była w pobliżu gumna lub bezpośrednio w ciągu zabudowy gospodarczej. Swoją konstrukcją budowlaną i wyglądem nie odróżniała się zbytnio od chlewu. Podłogę odryny wykładano płaszczakami. Przed XVII stuleciem odryną nazywano także budynek do zamieszkania latem lub sypialnię w chacie. Nazwa utrwaliła się w słownictwie regionalnym Grodzieńszczyzny, Homelszczyzny i Mińszczyzny. W okolicach Mohylewa odrynę nazywano siennicą (białorus. сянніца), w innych częściach Białorusi – sielnicą (białorus. сельніца), w okolicach Hancewicz – punią (białorus. пуня).
Józef Ignacy Kraszewski w swojej powieści historycznej Stara baśń opisał odrynę następująco: [...] szopka była na siano, taka jakie dawniej po słowiańskich krajach odrynami zwano. Stała ona teraz otworem, i chruściane jej ściany półprzezroczyste dozwalały widzieć dokoła, gdyby się kto przybliżał. Wewnątrz para kłód sosnowych u wrót jakby umyślnie leżała, aby na nich przysiąść można.